# Джон Еймес Мітчелл
Джон Еймес Мітчелл (англ. John Ames Mitchell; 17 січня 1845, Нью-Йорк — 29 червня 1918, Риджфілд) — американський видавець, прозаїк, художник та архітектор. Співзасновник, редактор і видавець гумористичного журналу «Life», в якому він був автором декількох романів.

## Біографія
Джон Еймс Мітчелл народився у Нью-Йорку 17 січня 1845 року. Закінчив Гарвардський університет за фахом архітектор, навчався у Національній вищій школі красних мистецтв у Парижі. У 1883 році разом з Ендрю Міллером став співзасновником журналу «Life». На посаді президента Мітчелл володів 75 відсотками акцій журналу, а рештою володів Міллер на посаді секретаря-скарбника. Обидва чоловіки зберегли свої частки до самої смерті. Набагато більше схожий на сьогоднішній «The New-Yorker», ніж на «Life» кінця XX століття, журнал Мітчелла відкрив і заохотив багатьох письменників і художників на рубежі століть, таких як Чарльз Дана Ґібсон, ілюстратор, який створив «Дівчата Гібсона». Журнал висвітлював літературну сцену, а також політичні й соціальні питання. Разом з Горасом Ґрілі з «New York Herald Tribune» він заснував Фонд свіжого повітря, який протягом багатьох років керував табором «Свіже повітря» для міських дітей на місці сьогоднішньої школи «Бранчвілль» у місті Риджфілд, штат Коннектикут, в якому жив і Мітчелл.
У 1875 році Еймс був найнятий своїм дядьком, Олівером Еймсом-молодшим, для проєктування церкви Єдності в Норт-Істоні.
Мітчелл написав пів дюжини романів. Останній американець, вигаданий журнал про перського адмірала, який заново відкриває Америку у 2951 році, був опублікований в 1889 році. Амос Джадд (1895) був екранізований у німому фільмі 1922 року «Молодий раджа» з Рудольфом Валентино в головній ролі. Журнал «Life» був придбаний у 1936 році іншим жителем Риджфілда Генрі Люсом, який перетворив його на журнал, орієнтований на фотографії.
Мітчелл раптово помер 29 червня 1918 року у своєму будинку в місті Риджфілд, штат Коннектикут, від апоплексії. Він похований на кладовищі Фейрлоун у Риджфілді. Віндовері, його маєток, був розділений багато років тому, але головний будинок все ще знаходиться на Вест Лейн.